# Stefan Nacke

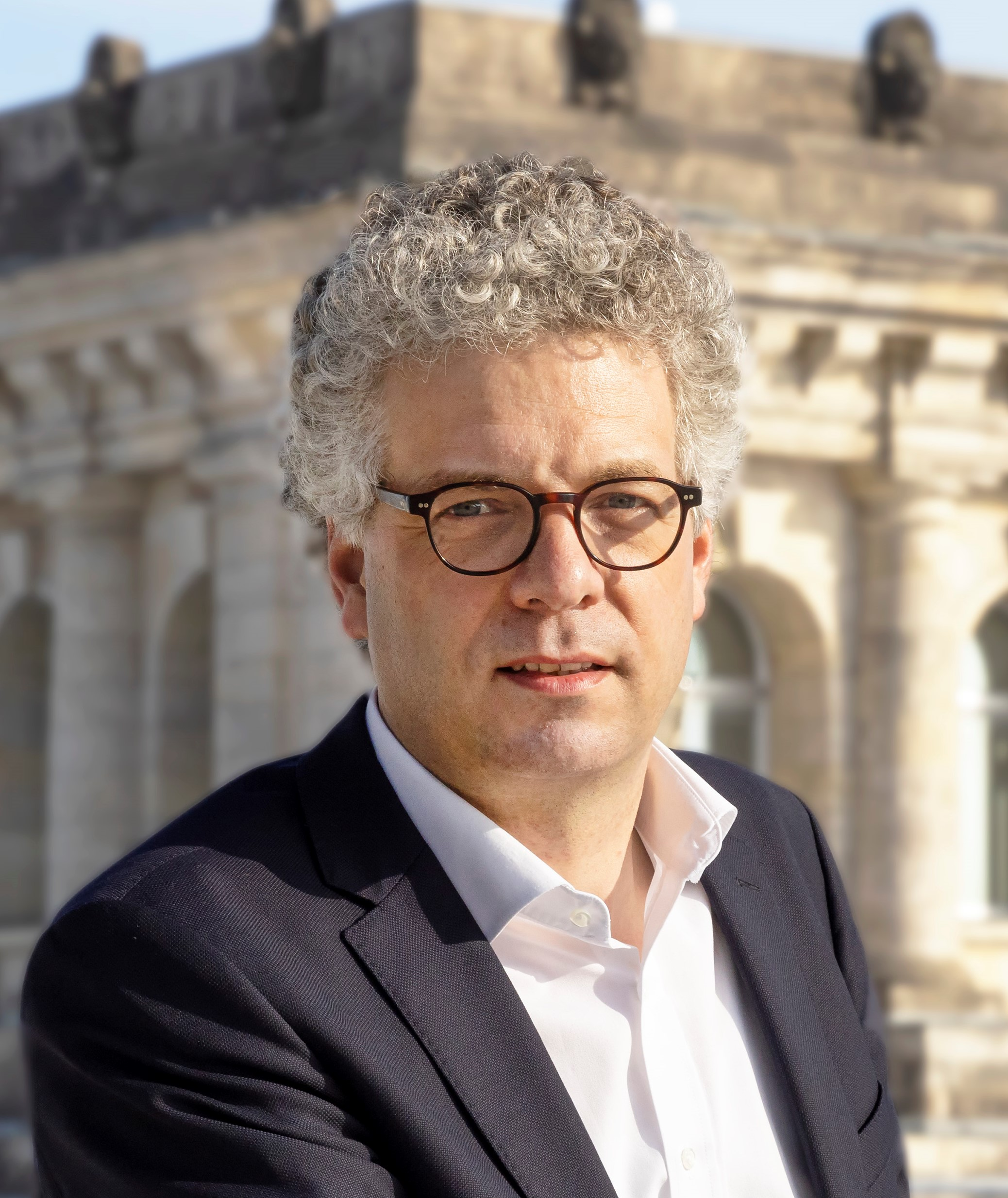
Stefan Nacke (2022)

Stefan Nacke (* 27. Januar 1976 in Münster-Hiltrup) ist ein deutscher Politiker der Christlichen Demokratischen Union Deutschlands (CDU). Seit 2021 ist er Abgeordneter im Deutschen Bundestag. Er war von 2017 bis 2021 direkt gewähltes Mitglied des 17. Landtags von Nordrhein-Westfalen.

## Leben

### Studium und Tätigkeit
Stefan Nacke ist Sohn eines Textilarbeiters und einer Sekretärin, die beide auf dem zweiten Bildungsweg studierten. Er selbst studierte Philosophie, Römisch-Katholische Theologie und Christliche Sozialwissenschaften an der Westfälischen Wilhelms-Universität Münster. Anschließend studierte er an der Universität Bielefeld Soziologie. 2009 wurde er dort mit seiner Arbeit Die Kirche der Weltgesellschaft. Das zweite Vatikanische Konzil und die Globalisierung des Katholizismus zum Dr. phil. promoviert; anschließend arbeitete er beim Familienbund der Katholiken. Von 2008 bis 2009 war Nacke Generalsekretär der Föderation katholischer Familienverbände in Europa (FAFCE). Er hat als Zentralabteilungsleiter „Politik, Wirtschaft und Soziales“ im Bischöflichen 
Generalvikariat Essen und Wissenschaftlicher Referent von Bischof Franz-Josef Overbeck gearbeitet. Seit Juni 2017 ruht das Arbeitsverhältnis wegen Nackes Tätigkeit als Abgeordneter.

### Politik
Nacke trat 1998 in die CDU ein. Von 1998 bis 2002 war er stellvertretender Vorsitzender des CDA-Kreisverbandes Münster. Von 2015 bis 2017 war Nacke Sachverständiges Mitglied der Enquetekommission Zukunft der Familienpolitik in NRW des nordrhein-westfälischen Landtags.
Bei der Landtagswahl in Nordrhein-Westfalen 2017 erhielt er das Direktmandat für den Landtagswahlkreis Münster II. Dort war Nacke ordentliches Mitglied im Ausschuss für Kultur und Medien und im Wissenschaftsausschuss. Er war außerdem stellvertretender Vorsitzender des Ausschusses für Kultur und Medien und Vorsitzender der Enquetekommission „Subsidiarität und Partizipation. Zur Stärkung der (parlamentarischen) Demokratie im föderalen System aus nordrhein-westfälischer Perspektive“. Nacke war Mitglied im Kuratorium für das Haus der Geschichte Nordrhein-Westfalen sowie im Kuratorium der Johannes-Rau-Forschungsgemeinschaft. Ab Juli 2019 war Nacke wissenschaftspolitischer Sprecher der CDU-Landtagsfraktion. Außerdem gehörte er dem Bundesfachausschuss „Gesellschaftlicher Zusammenhalt“ der CDU an. Bei der Bundestagswahl 2021 kandidierte Nacke für den Wahlkreis Münster und zog am 26. September 2021 über die Liste in den Bundestag ein. Dort ist er Mitglied im Ausschuss für Arbeit und Soziales. Im Zuge seiner Wahl in den Deutschen Bundestag legte er sein Landtagsmandat nieder. Von Oktober 2021 bis Oktober 2023 gehörte er als Beisitzer dem Landesvorstand der CDU Nordrhein-Westfalen an. Die Wiederwahl verpasste er auf dem Landesparteitag der CDU Nordrhein-Westfalen am 29. Oktober 2023 knapp. Seit Mai 2022 gehört er dem Bundesvorstand der Christlich-Demokratischen Arbeitnehmerschaft (CDA), dem Sozialflügel der CDU, an, seit September 2024 als stellvertretender Bundesvorsitzender.
Seit dem 6. Februar 2024 ist Nacke Kreisvorsitzender der CDU Münster. Bei der Bundestagswahl 2025 kandidierte Nacke erneut für den Wahlkreis Münster und zog über die Liste in den Bundestag ein. Ende Februar 2025 wurde Nacke zum Vorsitzenden der Arbeitnehmergruppe der Unionsfraktion im 21. Deutschen Bundestag gewählt. Er setzte sich knapp gegen den erneut kandidierenden bisherigen Amtsinhaber Axel Knoerig durch.

### Weitere Tätigkeit
Seit Juni 2021 ist Stefan Nacke Vorsitzender der Vertreterversammlung der Deutschen Rentenversicherung Westfalen. Im Mai 2022 wurde aus dem von Nacke initiierten Solar-Projekt die Genossenschaft Sundays for Energy, seit 2020 hat er den Vorsitz des Vereins der Freunde des Instituts für Christliche Sozialwissenschaften an der WWU Münster inne. Von 2017 bis 2022 war er Vorsitzender des Kolpingwerks Landesverband NRW e.V., von 2017 bis 2019 Vorsitzender des Landesverbandes der Volkshochschulen NRW. Nach siebenjähriger Amtszeit als Vorsitzender der Domfreunde Münster e.V. trat Stefan Nacke im April 2024 nicht wieder zur Wahl für das Amt des Vorsitzenden an. 

### Privates
Nacke ist verheiratet und hat seit 2011 einen Sohn. Nach eigenen Angaben ist dieser im selben Zimmer geboren wie er selbst. Er lebt in Münster.